# Андерс, Бет
Элизабет Рембо (Бет) Андерс (англ. Elizabeth Rambo (Beth) Anders, 13 ноября 1951, Норристаун, Пенсильвания, США) — американская хоккеистка (хоккей на траве), нападающий, тренер. Бронзовый призёр летних Олимпийских игр 1984 года.

## Биография
Бет Андерс родилась 13 ноября 1951 года в американском городе Норристаун.
Окончила среднюю школу Плимут-Уайтмарш, в 1973 году — колледж Урсину, в котором играла в хоккей на траве, лякросс и сквош.
В 1980 году была признана лучшей хоккеисткой США, в 1980—1981 годах — лучшей спортсменкой страны по версии Олимпийского комитета США.
В 1969—1984 годах выступала за сборную США, провела более 100 матчей, забила более 100 мячей.
В 1980 году вошла в состав женской сборной США по хоккею на траве на летних Олимпийских играх в Москве, однако Штаты бойкотировали Олимпиаду.
В 1984 году вошла в состав женской сборной США по хоккею на траве на летних Олимпийских играх в Лос-Анджелесе и завоевала бронзовую медаль. Играла на позиции нападающего, провела 5 матчей, забила 8 мячей (три в ворота сборной Канады, два — Новой Зеландии, по одному — Нидерландам, Австралии и ФРГ). Стала лучшим снайпером турнира.
По окончании игровой карьеры работала тренером. Была главным тренером женской сборной США. В течение 30 сезонов возглавляла команду университета Олд Доминион, став рекордсменкой первого дивизиона Национальной ассоциации студенческого спорта (NCAA) по числу проведённых матчей во главе команды (704), побед (561) и чемпионских титулов (9). Параллельно в течение 27 сезонов тренировала в NCAA «Леди Монаркс», сделав команду самой титулованной в лиге.
В 2012 году завершила тренерскую карьеру.

## Увековечение
В 1986 году введена в Зал спортивной славы колледжа Урсинус, в 1989 году — в Зал славы американского хоккея на траве, в 1998 году — в Зал спортивной славы Пенсильвании, в 2000 году — в Зал славы Национальной ассоциации тренеров по хоккею на траве, в 2007 году — в Зал спортивной славы Филадельфии, в 2014 году — в Зал спортивной славы университета Олд Доминион.